# Carl Gottlieb Peschel
Pour les articles homonymes, voir Peschel.
Carl Gottlieb Peschel, né le 31 mars 1798 à Dresde, mort le 3 juillet 1879 dans la même ville, est un peintre saxon. 
Il était membre du Mouvement nazaréen.

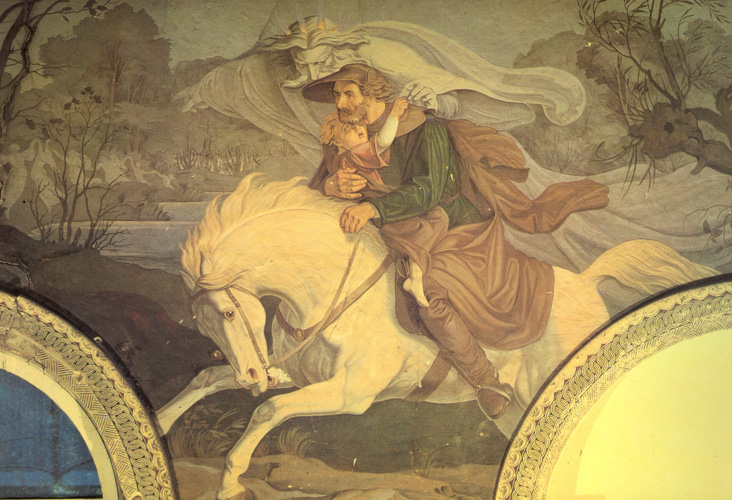
Scène du poème de Goethe Le Roi des aulnes (vers 1837)
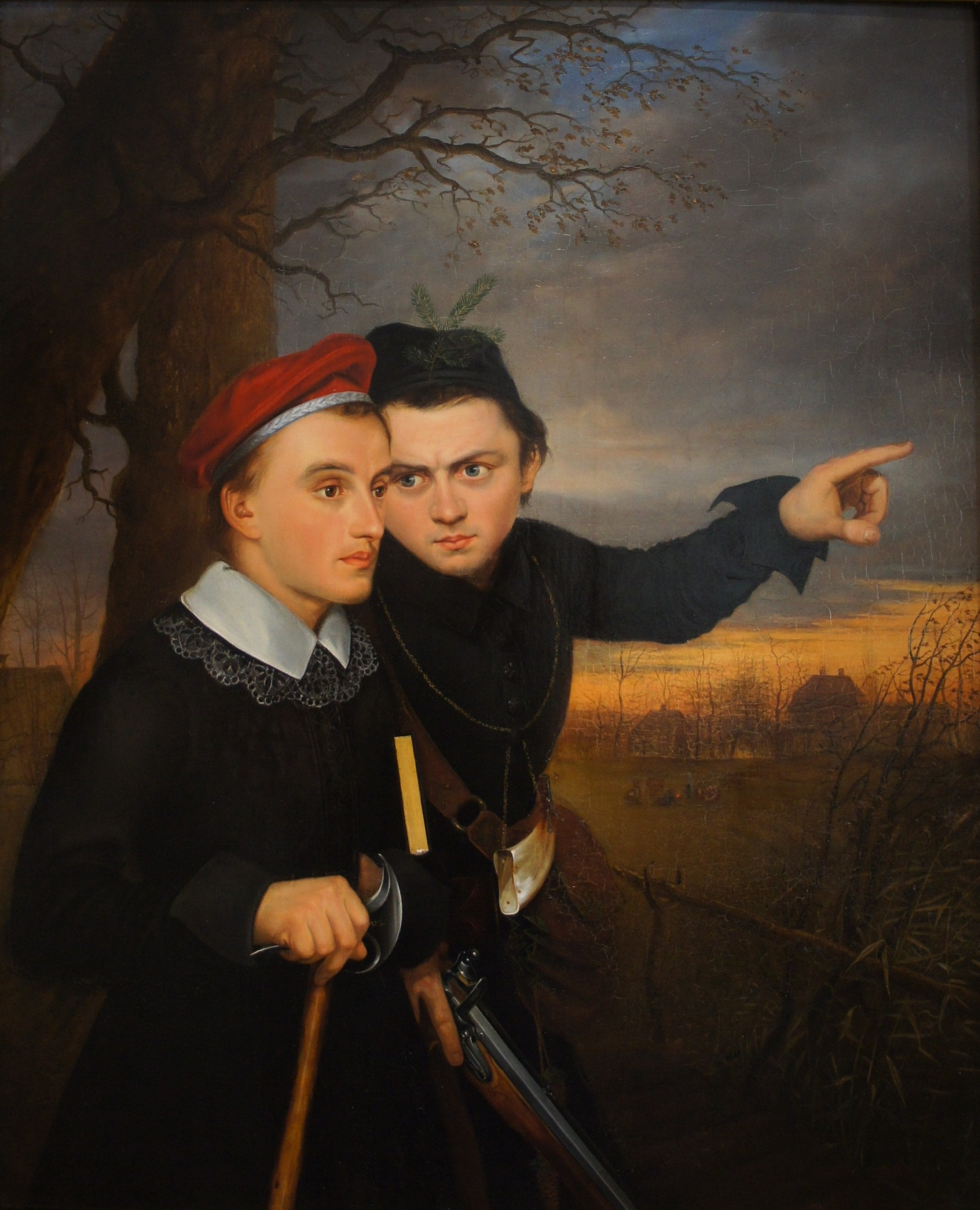
Portrait de Carl Gottlieb Peschel avec son ami Adolf Zimmermann.